# Alexis Bachelot
Pour les articles homonymes, voir Bachelot.
Alexis Bachelot, (né Jean-Augustin Bachelot, 22 février 1796 - 5 décembre 1837) était un prêtre catholique connu pour avoir été le premier préfet apostolique des îles Sandwich. Il dirigea ainsi la première mission catholique permanente dans le Royaume d'Hawaï. 
Bachelot a grandi en France où il étudia au Collège irlandais de Paris et fut ordonné prêtre en 1820. Il mena la première mission catholique à Hawaï où il arriva en 1827. Il avait espéré obtenir l'approbation du roi de l'archipel, Kamehameha II, mais il apprit à son arrivée qu'il était mort et que le nouveau gouvernement était hostile envers les missionnaires catholiques. Bachelot parvint néanmoins à mener ses activités de conversion et à diriger une petite paroisse pendant quatre ans avant d'être expulsé en 1831 sur les ordres de Kaʻahumanu, la Kuhina Nui (fonction équivalente au régent) d'Hawaï.
Bachelot se rendit alors en Californie où il assista un prêtre tout en poursuivant ses activités de missionnaire et d'enseignant. En 1837, il apprit que la reine Kaʻahumanu était morte et que le nouveau roi Kamehameha III n'était pas hostile à la présence de prêtres catholiques sur l'île ; il décida donc de retourner dans l'archipel pour reformer la mission. Néanmoins à son arrivée, Kamehameha III avait changé d'avis et Bachelot fut confiné dans un navire pendant plusieurs mois. Il ne fut libéré que lorsque des frégates française et britannique imposèrent un blocus naval sur le port de Honolulu. Il parvint ensuite à monter dans un navire à destination de la Micronésie mais mourut durant la traversée et fut enterré dans un îlot près de Pohnpei. Son traitement à Hawaï poussa le gouvernement français à dépêcher une frégate dans l'archipel. Cette intervention de 1839 entraîna l'émancipation des catholiques de Hawaï.

## Premières années
Bachelot est né à Saint-Cyr-la-Rosière dans le département de l'Orne en France le 22 février 1796. En 1806, il quitta son village pour s'inscrire au séminaire préparatoire de Picpus pour devenir prêtre. En 1813, il réalisa sa profession de foi dans la congrégation des Sacrés-Cœurs de Jésus et Marie et prit le nom d'Alexis. Il étudia au Collège irlandais de Paris avant d'être ordonné en 1820. Il commença ses activités de prêtre comme recteur du Collège et dirigea par la suite le séminaire préparatoire de Tours.

## Mission à Hawaï
Au début des années 1820, Jean-Baptiste Rives, un conseiller français du roi hawaïen Kamehameha II, se rendit en Europe pour essayer de convaincre les catholiques européens d'organiser une mission à Hawaï. Les membres de la congrégation des Sacrés-Cœurs de Jésus et Marie furent intéressés et en 1825, le pape Léon XII leur assigna la tâche d'évangéliser l'archipel d'Hawaï. Bachelot fut nommé préfet apostolique des îles Sandwich et dans ce rôle, il mena la première mission permanente à Hawaï.
L'expédition fut organisée par l'influente famille Monneron et financée par le gouvernement français. Bachelot était accompagné par deux autres prêtres, Patrick Short et Abraham Armand, et plusieurs frères lais. Le groupe embarqua à Bordeaux à bord de La Comète en novembre 1826. Les missionnaires furent initialement accompagnés par un groupe de marchands voulant évaluer les perspectives commerciales mais ils retournèrent en France après une escale au Mexique.

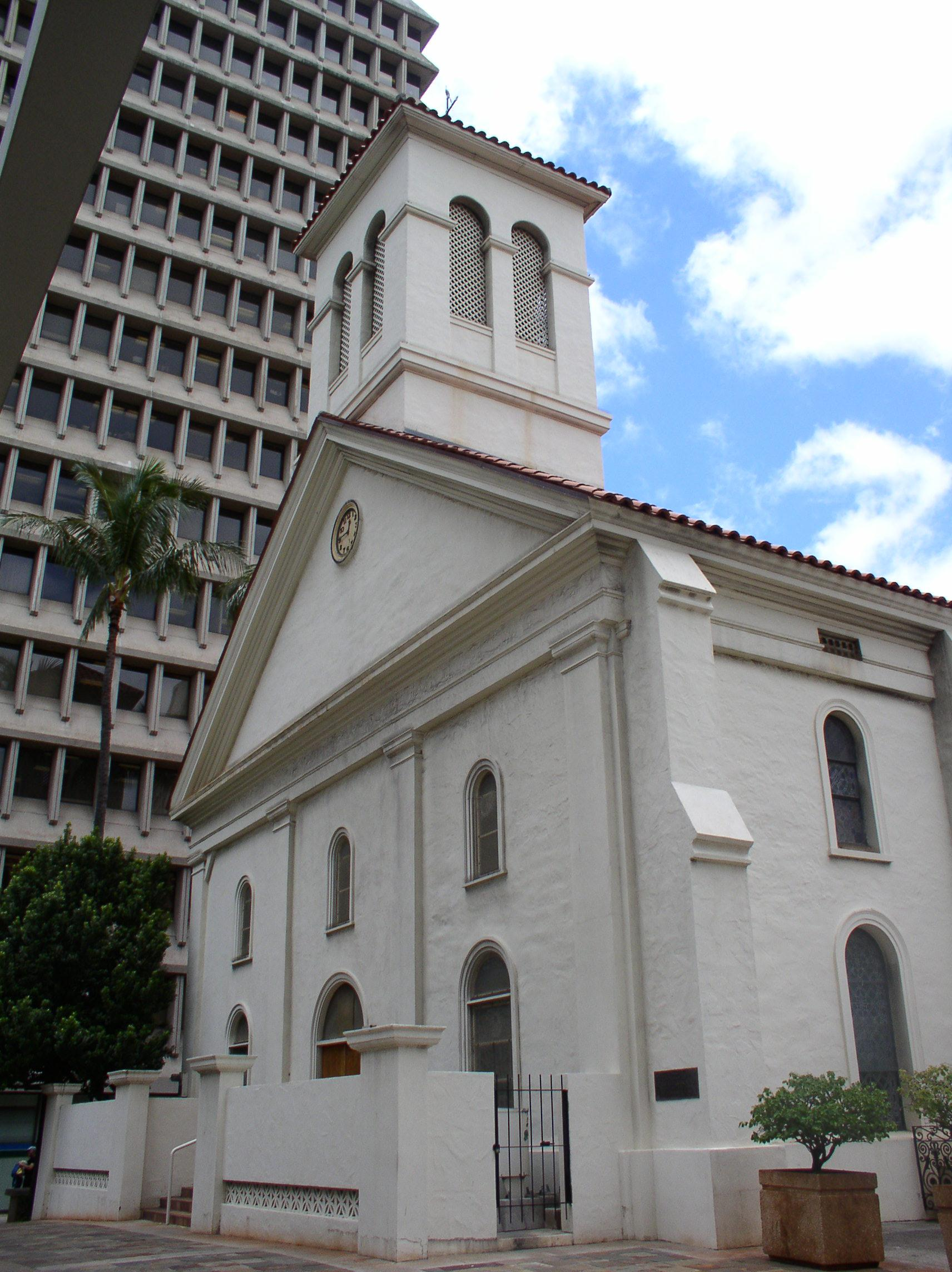
La cathédrale de Notre Dame de la Paix de Honolulu en 2006

À l'insu de Bachelot, Hawaï connut des changements politiques avant l'arrivée de la mission. Le roi Kamehameha II était mort en 1824 et son jeune frère, Kamehameha III monta sur le trône. Comme il n'avait que dix ans, la reine Kaʻahumanu, sa belle-mère, dirigea en tant que Kuhina Nui. Sur les conseils d'Hiram Bingham, un missionnaire protestant qui avait converti la famille royale quatre ans auparavant, la reine Kaʻahumanu adopta une ligne dure envers le catholicisme. L'influence de Rives sur le gouvernement hawaïen s'était estompée et il quitta Hawaï pour ne jamais revenir.
La Comète arriva à Honolulu le 7 juillet 1827. Les prêtres affrontèrent une situation de grande pauvreté du fait de l'absence de l'aide de Rives. Ils avaient de plus promis au capitaine de La Comète que Rives payerait leur traversée à leur arrivée à Hawaï mais ce dernier avait déjà quitté l'archipel. La reine Kaʻahumanu refusa la présence des missionnaires à Hawaï suspectant qu'ils soient des agents secrets du gouvernement français. Elle ordonna au capitaine de La Comète de reprendre la mission avec lui lorsqu'il partirait. Le capitaine refusa cependant de le faire car il n'avait pas été payé pour leur transport et le groupe fut autorisé à rester. Les prêtres commencèrent leurs activités de missionnaires mais affrontèrent la méfiance des chefs locaux, une situation aggravée par le fait qu'ils ne parlaient pas couramment l'anglais ou l'hawaïen. Le groupe reçut néanmoins une réponse favorable du chef tribal Boki, le gouverneur royal d'Oahu, et de sa femme Kuini Liliha ; le couple s'était converti au catholicisme et s'opposait à la reine Kaʻahumanu. Boki accueillit le groupe et permit à ses membres de rester sur place.
Durant plusieurs mois, Bachelot et les autres missionnaires vécurent dans trois petits bâtiments qu'ils louaient et organisèrent leur première messe sur l'île dans une paillote. Ils construisirent par la suite une chapelle sur une petite bande de terre qu'ils achetèrent et la cathédrale de Notre Dame de la Paix fut consacrée en 1843. Après son installation sur l'île, le groupe évita d'attirer l'attention et étudia l'hawaïen. Durant ses deux premières années, la mission convertit 65 Hawaïens et officia auprès des Hawaïens déjà convertis. Les prêtres organisaient des réunions nocturnes avec les convertis qui craignaient les persécutions. Les vêtements et les rituels des missionnaires facilitèrent leurs efforts d'évangélisation car ils rappelaient les coutumes tribales hawaïennes.
Bachelot introduisit deux espèces végétales à Hawaï : le Prosopis humilis et le  Bougainvillea. Les arbres de Prosopis humilis couvrirent ensuite des milliers d'hectares. Il avait obtenu les graines, initialement rassemblées par des missionnaires catholiques en Californie, auprès du Conservatoire royal de Paris. Bachelot traduisit un livre de prière en hawaïen (O Ke A'o Ana Kristiano, « Doctrine chrétienne », vers 1831), rédigea un catéchisme en hawaïen (He Ōlelo Ho'ona'auao, « Un mot d'instruction », 1831), et écrivit une présentation de la grammaire hawaïenne en français (Notes Grammaticales, 1834).

## Persécution

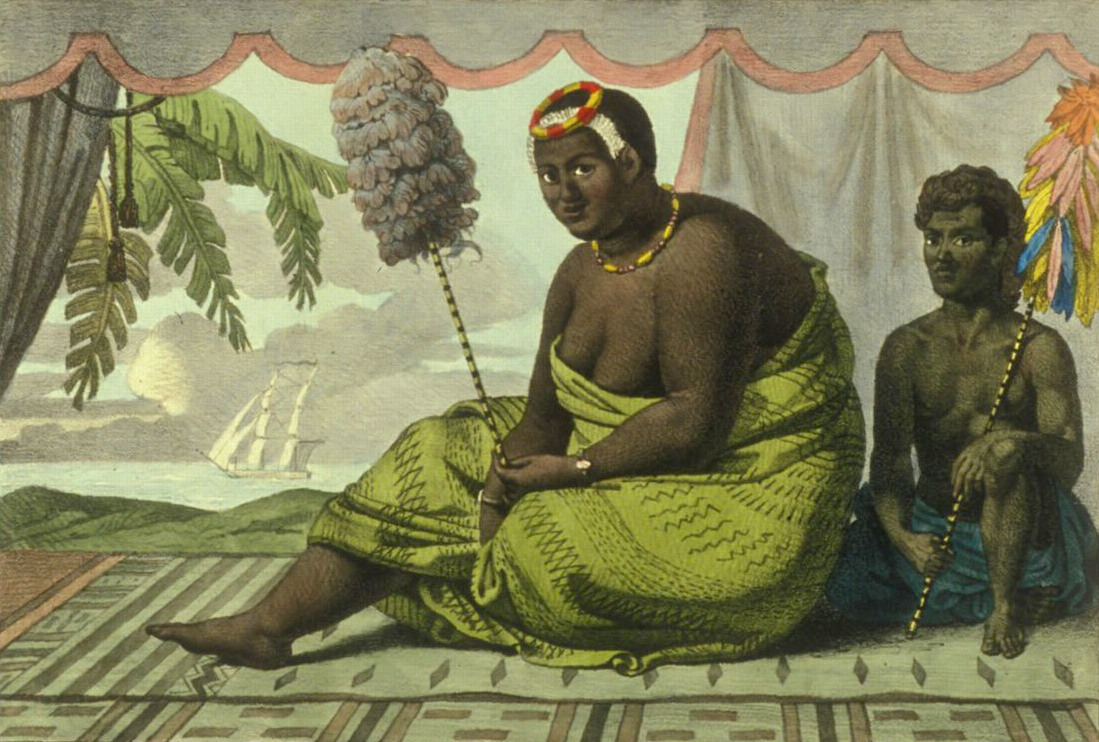
Peinture de 1816 de la reine Kaʻahumanu qui expulsa Bachelot en 1831

En 1827, le protestantisme, et en particulier les enseignements de Bingham, était de facto devenu la religion d'État du royaume de Hawaï. La reine Kaʻahumanu persécuta les catholiques de 1829 jusqu'à sa mort en 1832 en interdisant par exemple aux Hawaïens d'assister aux messes et en ordonnant à Bachelot de cesser ses activités prosélytes. En décembre 1831, Bachelot et Short furent expulsés et embarqués sur un navire, le Waverly à destination de l'Amérique du Nord. Même si la reine Kaʻahumanu s'était fermement opposée à son travail, Bachelot la considérait comme une personne honnête qui avait été trompée par les missionnaires protestants.
La nouvelle de l'expulsion de Bachelot et de Short créa une controverse aux États-Unis où elle était considérée comme une violation des droits accordés aux étrangers par l'accord de 1826 signé entre le commodore Thomas ap Catesby Jones de la marine américaine et le roi Kamehameha III. Le commodore américain John Downes protesta contre les expulsions lors de ses échanges avec les chefs tribaux au cours de sa visite du royaume en 1832.

## Californie

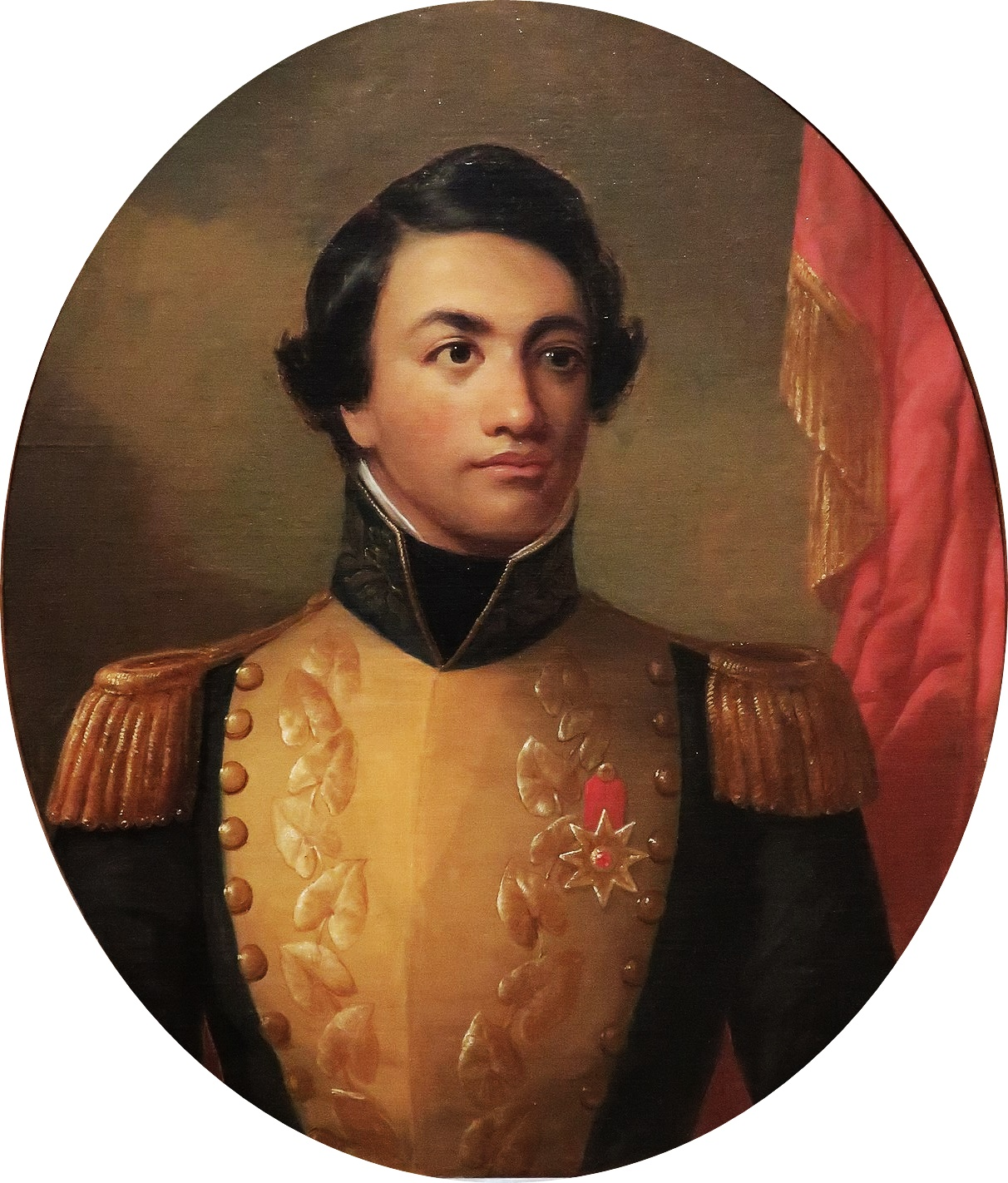
Portrait du jeune roi Kamehameha III

Le Waverly accosta dans une zone inhabitée près de l'actuelle ville de San Pedro en Californie en janvier 1832. Bachelot et Short se rendirent à la mission San Gabriel Arcángel où ils furent accueillis par des moines franciscains. Bachelot devint ensuite prêtre dans une église de Los Angeles, travailla comme ministre assistant dans la mission qu'il dirigea temporairement lorsque son chef fut réaffecté en 1834. Il enseigna également dans les écoles de Los Angeles du fait d'une pénurie de professeurs. Il resta en Californie jusqu'en 1837 et devint populaire parmi les habitants de la région.
En 1833, la congrégation pour l'évangélisation des peuples réorganisa la juridiction de l'Océanie. Hawaï fut rattaché au nouveau vicariat apostolique de l'Océanie orientale subdivisé en une région nord et une région sud. Bachelot restait le préfet apostolique de la partie nord. L'évêque Étienne Jérome Rouchouze était le vicaire apostolique de l'Océanie orientale et il supervisa l'affectation de Bachelot à Hawaï.
En 1835 et 1836, deux représentants de l'église catholique se rendirent à Hawaï pour évaluer la situation et savoir si Bachelot pouvait revenir dans l'archipel. La reine Kaʻahumanu était morte en 1832 et le roi Kamehameha III avait réalisé des changements radicaux dans la loi hawaïenne. Columban Murphy, un frère lai catholique du Royaume-Uni, rencontra le roi en 1835 et évoqua la possibilité d'un retour de Bachelot. Le souverain n'y étant pas opposé, Murphy se rendit en Californie pour apporter la nouvelle. Il ne parvint cependant pas à trouver Bachelot qui avait quitté temporairement la région. Lorsque Bachelot reçut le message de Murphy, Short et lui décidèrent de retourner à Hawaï. L'Ayuntamiento de Los Angeles, un conseil municipal, essaya de dissuader Bachelot et demanda à la direction catholique de Santa Barbara d'empêcher son départ. Bachelot était cependant déterminé et sa hiérarchie ne fit rien pour le retenir.

## Dernières années

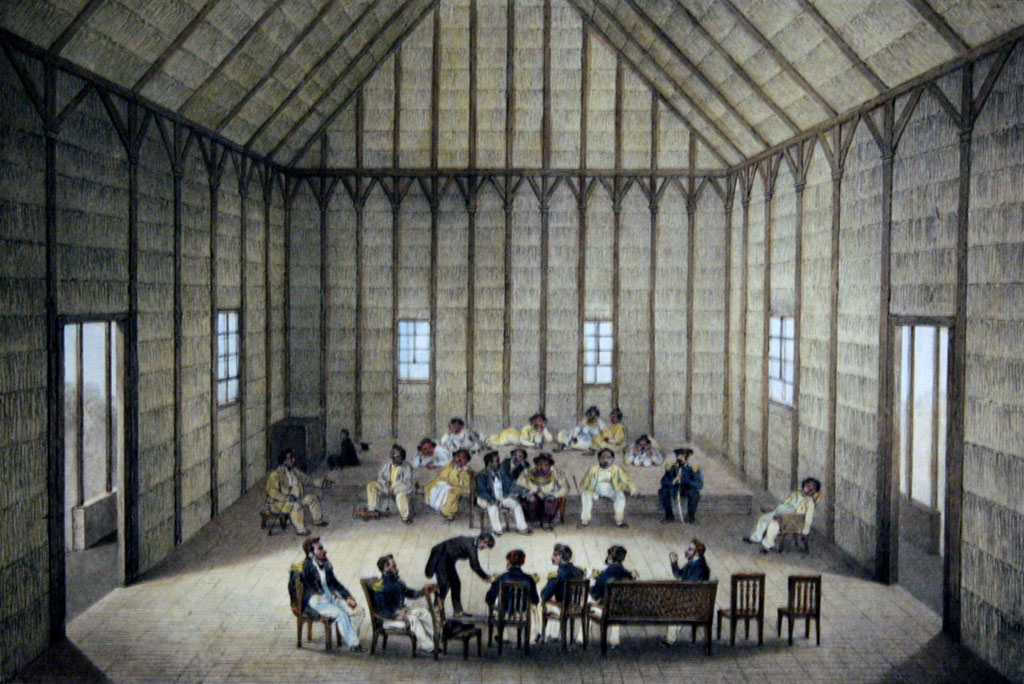
Rencontre entre le roi Kamehameha III et les capitaines Dupetit-Thouars et Edward Belcher, peinture de 1837

Lorsque Bachelot et Short arrivèrent à Honolulu en mai 1837, ils ne restèrent que 13 jours sur l'île. En dépit de l'accord signé avec le capitaine français Abel Aubert du Petit-Thouars qui autorisait les citoyens français à vivre sur l'île, le roi Kamehameha III songea à expulser les prêtres. À partir du 22 mai, Bachelot et Short furent confinés dans le navire avec lequel ils étaient venus, la Clémentine. Le capitaine du navire, Jules Dudoit, refusa cependant de leur faire quitter Hawaï. Dudoit, un citoyen britannique d'origine française, rencontra Richard Charlton, le consul britannique dans le royaume, et ils protestèrent ouvertement contre le confinement des prêtres. Leurs efforts furent vains jusqu'à l'arrivée le 8 juillet à Honolulu de deux frégates, le HMS Sulphur britannique et La Vénus française. Les navires étaient respectivement commandés par Edward Belcher et Dupetit-Thouars et ils tentèrent de convaincre les autorités de laisser débarquer les prêtres. Après l'échec des négociations, ils bloquèrent le port, montèrent dans la Clémentine et emmenèrent Bachelot et Short sur la terre ferme. La Vénus envoya 300 marins pour les escorter du port jusqu'à la mission française. Le roi autorisa les prêtres à rester à Honolulu jusqu'à ce qu'ils trouvent un navire pour les emmener ailleurs à la condition qu'ils ne fassent pas de prosélytisme.
La même année, Bachelot qui souffrait de rhumatismes devint très souffrant. En novembre 1837, il avait suffisamment récupéré pour quitter Hawaï. Tandis que Short embarqua dans un navire à destination de Valparaíso où il résida jusqu'à sa mort en 1870, Bachelot acheta une place dans un navire en partance pour la Micronésie et espérait travailler dans une mission dans la région. Sa santé se dégrada fortement après son départ d'Hawaï et il mourut en mer le 5 décembre 1837. Il fut enterré sur un îlot près de Pohnpei. Une petite chapelle fut construite près de sa tombe en 1838.
Du fait de la persécution de Bachelot et des prêtres catholiques, le gouvernement français envoya la frégate L'Artémise à Hawaï en 1839. Son capitaine, Cyrille Pierre Théodore Laplace, avait reçu l'ordre de forcer le gouvernement d'Hawaï à mettre un terme aux persécutions envers les catholiques. En réponse à la démonstration de force française, le roi Kamehameha III accorda la liberté religieuse aux catholiques.